# Katastrofa lotu Aerofłot 2808
Katastrofa lotu Aerofłot 2808 – wypadek lotniczy, który wydarzył się 27 sierpnia 1992 roku. Tupolew Tu-134 wykonujący lot pasażerski na linii Mineralne Wody – Donieck – Iwanowo, podczas próby lądowania uderzył w budynek znajdujący się 2,5 km od końca pasa startowego. W wyniku katastrofy, zginęły wszystkie 84 osoby przebywające na pokładzie samolotu. Śledczy ustalili, że przyczyną wypadku były błędy popełnione przez załogę i kontrolera ruchu lotniczego. 

## Samolot
Samolotem uczestniczącym w wypadku był Tupolew Tu-134 z numerem rejestracyjnym RA-65058. Feralnego dnia, kapitanem samolotu był Władimir Gruzdew, a drugim pilotem był Wasilij Gruzdew.

## Katastrofa
Załoga wystartowała z Doniecka o 21:03 czasu moskiewskiego. Nie zgłoszono żadnych problemów podczas lotu z Doniecka. O 22:27 i na wysokości 10 100 m (33 136,48 ft) lot zaczął się zniżać, gdy znajdował się około 100 km od lotniska.
Będąc w odległości 75 km od lotniska załoga skontaktowała się z kontrolerem ruchu lotniczego, który udzielił im zgody na zejście na wysokość 1800 m (5905,51 ft). O 22:39:20 piloci zgłosili, że znajdują się 28 km do lotniska i są na wysokości 1800 m (5905,51 ft), kiedy naprawdę znajdowali się na wysokości 2000 m (6561,68 ft), przez błąd wysokościomierza. Zgodnie z instrukcją kontrolera maszyna leciała poziomo, zmniejszając prędkość lotu z 580 km/h do 525 km/h. O 22:39:40 – 25 km do lotniska kontroler zezwolił załodze na zniżanie się do 1500 m (4921,26 ft) i przekazał lot innemu kontrolerowi z wieży. Kiedy rozpoczęła się komunikacja z nowym kontrolerem, załoga zgłosiła, że są na wysokości 1500 m.
O 22:42 załoga otrzymała pozwolenie na zniżanie do 500 m. Samolot znajdował się wtedy ok. 3 km do lotniska i leciał z prędkością 450 km/h, nadal jednak nie miał wypuszczonego podwozia, a podczas przygotowań do lądowania nawigator zapomniał ustawić na swoim wysokościomierzu prawidłowe ciśnienie. Samolot wtedy zwolnił do 390 km/h.
O 22:42 kontroler ruchu lotniczego poinformował załogę o warunkach pogodowych m.in. widzialności 1200 metrów i umiarkowanej mgle. Podczas przygotowywania do lądowania załoga zapomniała zmniejszyć prędkości do 330 km/h i ustawić klapy na 20° a mimo to kontynuowała lądowanie. W odległości 7500 m (24 606,3 ft) od lotniska i na wysokości 320 m (1049,87 ft) nawigator dostrzegł odchylenie i poprosił kapitana o skorygowanie go, na które kapitan początkowo odmówił. Podczas zniżania na ścieżkę schodzenia na wysokości 270 m (885,83 ft) drugi pilot dokonał skorygowania odchylenia poprzez regulację statecznika poziomego; w ten sposób samolot stał się mniej stabilny.
Aby wejść na ścieżkę schodzenia, kapitan zaczął skręcać w prawo powodując, że samolot skręcił o 35°. Procedura została przeprowadzona w sposób nieskoordynowany, powodując wzrost prędkości pionowej. Gdy samolot znajdował się 40 m (131,23 ft) nad ziemią nawigator ostrzegł kapitana iż jest on przechylony o 10° w prawo od prawidłowej pozycji oraz zasugerował odejście na drugi krąg, ale został zignorowany. Podczas dyskusji nikt nie zauważył iż samolot zniżył się i przechylił się w prawo o kolejne 10°.
Samolot uderzył w drzewo a następnie w kilka ceglanych budynków. Nikt na ziemi nie zginął, ale wszyscy 84 pasażerowie i załoga zginęli w katastrofie.

## Dochodzenie
Dochodzenie wykazało, że nie było żadnych problemów mechanicznych z samym samolotem, dopóki się nie rozbił.
Podstawową przyczyną wypadku była decyzja kapitana o kontynuowaniu trasy przy nieodpowiednich parametrach do lądowania.
Kontroler ruchu lotniczego również złamał wytyczne lotnicze, nie powiadamiając załogi o zboczeniach z kursu.